# Deuterosaurus
Deuterosaurus is een geslacht van uitgestorven synapside tetrapoden dat behoort tot de therapsiden. Het leefde aan het einde van het Midden-Perm (Capitanien, ongeveer 265 - 260 miljoen jaar geleden) en zijn fossiele overblijfselen zijn gevonden in Rusland.

## Naamgeving
De typesoort Deuterosaurus biarmicus werd in 1860 benoemd door Karl Eduard Eichwald. De geslachtsnaam betekent 'tweede sauriër'. De soortaanduiding verwijst naar de Biarmische geologische reeks.
Het holotype is PIN 1954/10, een wervelkolom.
Eichwald benoemde ook een Deuterosaurus mnemonialis.
De soort Mnemeiosaurus jubilaei Nopcsa, 1928 werd in 1997 door Iwachnenko in het geslacht Deuterosaurus geplaatst. Deze soort is identiek aan Uraniskosaurus watsoni Nopcsa, 1928.

## Beschrijving
Dit dier had een zware bouw en een lichaam met een gewicht van een halve ton. Aangenomen wordt dat een volwassen dier vijf tot zes meter lang kan zijn. De staart moet behoorlijk lang zijn geweest, terwijl de poten enorm en kort waren, en tijdens het lopen gedeeltelijk gespreid werden gehouden, net als bij de huidige krokodillen. Er zijn talloze schedels van Deuterosaurus bekend; sommige waren zelfs tachtig centimeter groot. Deuterosaurus bezat een relatief langwerpige snuit en conische tanden, waaronder lange dolkachtige hoektanden.
In tegenstelling tot veel vergelijkbare dieren (de anteosauriden), had Deuterosaurus een vrij korte schedel, met een breed wanggebied, wat wijst op een bijzonder krachtige beet. De ogen waren gedeeltelijk naar voren gericht, waardoor dit dier een ten minste gedeeltelijk stereoscopisch zicht kreeg. Het foramen pineale, hoewel klein, had een goed gevormde opening helemaal bovenaan de schedel. Boven de oogkas was er een ongewone verdikking van de botten.

## Fylogenie
Voor het eerst beschreven door Karl Eduard Eichwald in 1848, genoot dit dier lange tijd geen duidelijke classificatie: nog in 1870 beschouwde Thomas Henry Huxley het ten onrechte als een dinosauriër. Later werd het toegeschreven aan de therapsiden, de grote groep tetrapoden waarbinnen zich de echte zoogdieren ontwikkelden. Deuterosaurus maakt deel uit van die groep basale therapsiden die bekend staat als de Dinocephalia ('verschrikkelijke koppen'), en in het bijzonder van de familie van de anteosauriden.

## Paleo-ecologie
Fossielen van Deuterosaurus zijn gevonden in verschillende gebieden van Siberië, dat in het Midden-Perm een regio was die werd gedomineerd door vlakten met een gematigd klimaat. Deuterosaurus was een van de grootste dieren van zijn tijd en is op verschillende manieren geïnterpreteerd: als een herbivoor of als een carnivoor. De grote puntige hoektanden kunnen wijzen op het vermogen om prooien te doden, maar de korte poten en het massieve lichaam geven eerder aan dat dit dier moeite had om lange afstanden te rennen. Het is daarom mogelijk dat hij geen jager was en zich met aas of misschien met planten heeft gevoed. Het mogelijke stereoscopische zicht zou echter verenigbaar zijn met een roofzuchtige levensstijl, misschien van een hinderlaag uit, terwijl de stompe maar conische achterste tanden zouden kunnen wijzen op een omnivoor dieet. Misschien was Deuterosaurus, net als de huidige beren, een omnivoor dier. De verdikking van de schedelbeenderen in het gebied boven de ogen geeft aan dat deze dieren mogelijk hebben deelgenomen aan onderlinge gevechten, zoals de huidige moeflons, misschien voor paring of territoriale geschillen.